# Juho Reijonen
Juho Heikki (Johan Henrik) Reijonen, född 27 april 1855 i Nurmes, död 10 april 1924 i Valkjärvi, var en finländsk präst och novellförfattare. 
Reijonen blev student 1872, prästvigdes 1881 och utnämndes 1890 till kapellan i Vederlax. Bland hans arbeten kan nämnas Vaihdokas (Bortbytingen, 1884), Kertoelmia (Berättelser, 1885 och 1888), Uusia kertoelmia (Nya berättelser, 1889) och Suuteita (Spillfoder, 1891). År 1900 utgav han ett urval äldre samt några nya berättelser under titeln Kertoelmia ja Kuvauks (Berättelser och bilder). Några av dem har översatts till svenska (Noveller, översättning Rafael Hertzberg, Bonnier, 1885). 
Reijonen utgav även predikningar och små populära uppbyggelseskrifter. I sina noveller behandlar han objektivt, stundom karikerande, folklivet, som han i grund kände. Vissa av hans skildringar är gjorda med en episk kraft, som saknat motstycke i den finska litteraturen. 